# فريدريك أوقست فون البرتي
فريدريك أوقست فون البرتي (بالألمانية: Friedrich von Alberti)‏ هو جيولوجي ألماني، ولد في 4 سبتمبر 1795 في شتوتغارت في ألمانيا، وتوفي في 12 سبتمبر 1878 في هايلبرون في ألمانيا.

## وصلات خارجية
- فريدريك أوقست فون البرتي على موقع الموسوعة البريطانية (الإنجليزية)